# 立石隧道 (香川县)

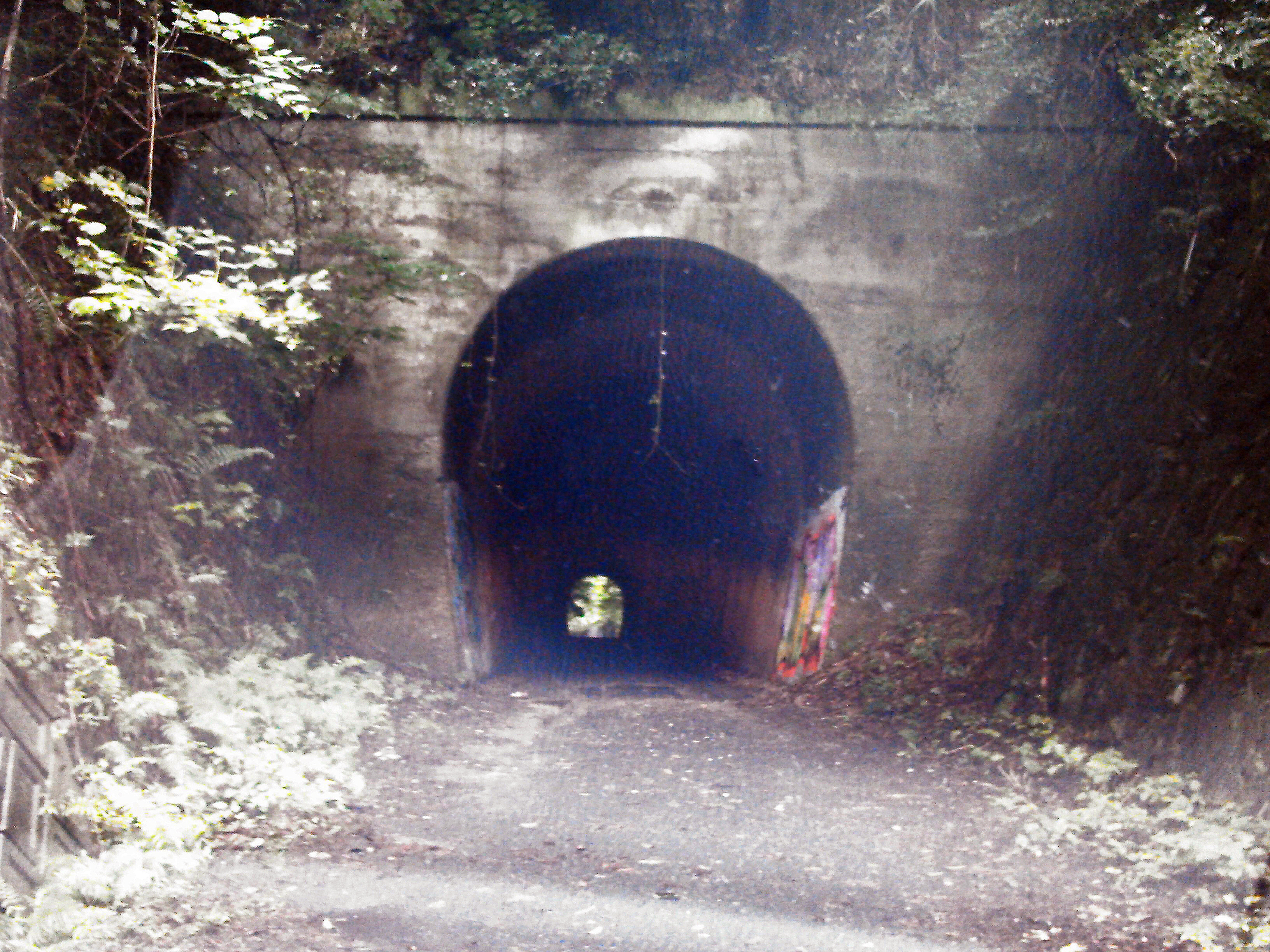
旧立石隧道

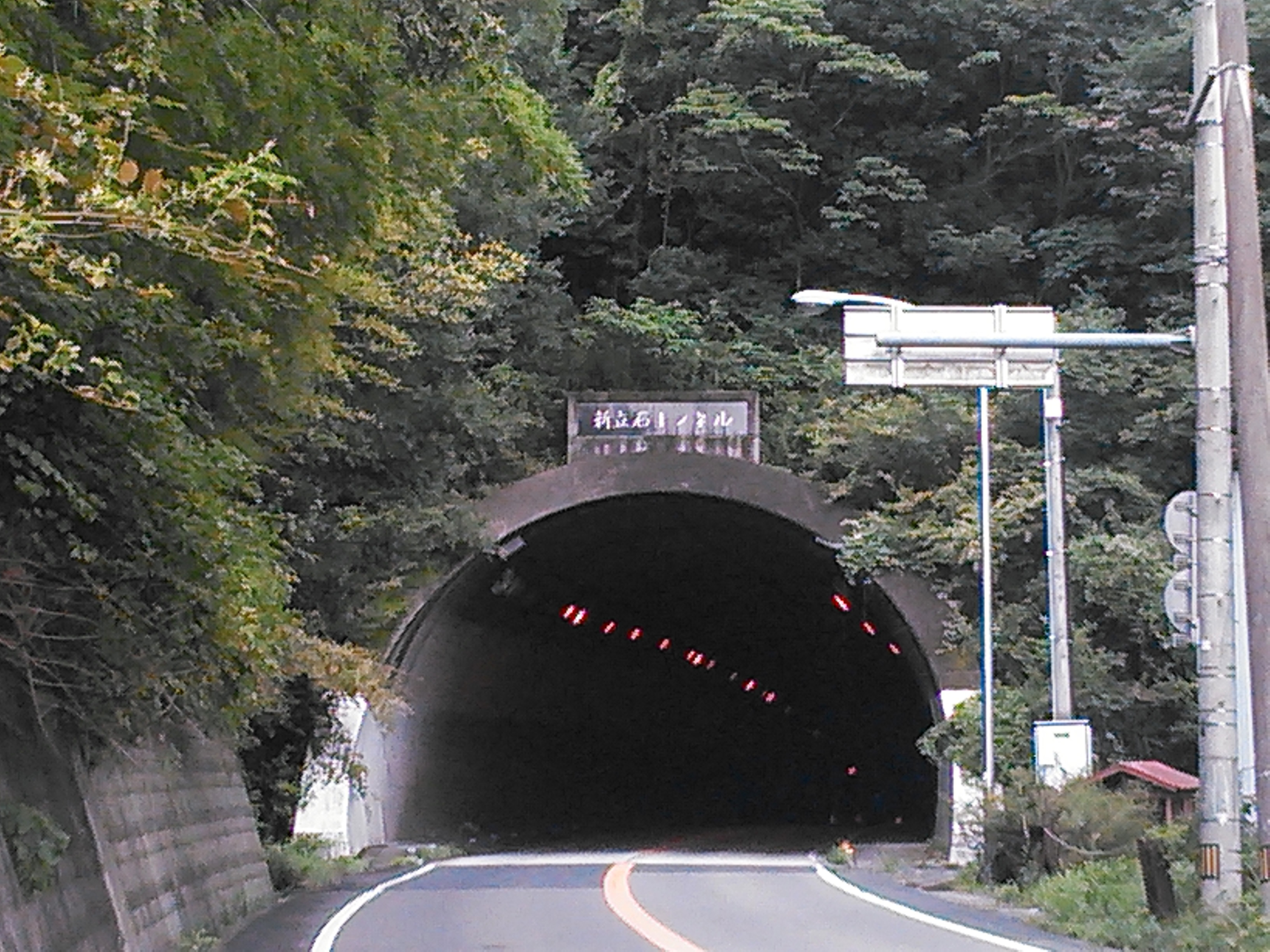
新立石隧道

立石隧道（日语：／）是日本香川县的公路隧道，位于高松市与木田郡三木町之间，也称为中村隧道（中村トンネル），有新旧两座。旧隧道长119.7米，1943年3月通车，新隧道为香川県道38号三木牟礼線的组成部分，1990年11月30日通车。